# Tlenofon
Tlenofon – usługa VoIP oferowana przez firmę Aiton Caldwell (wcześniej przez portal o2.pl). Pozwala ona na prowadzenie bezpłatnych rozmów telefonicznych z innymi użytkownikami usługi Tlenofon oraz płatne z sieciami komórkowymi i stacjonarnymi na całym świecie.
Usługa oparta jest na protokole IAX2 i SIP.

## Oferta
Tlenofon oferuje:
- dzwonienie na numery stacjonarne i komórkowe, w kraju i za granicą
- bezpłatne rozmowy z użytkownikami Tlenofonu
- odbiór faksów
- płatności pre-paid lub post-paid[1]
- numery telefoniczne wszystkich polskich stref numeracyjnych, specjalnej (039) dla telefonii internetowej[2] oraz infolinii ulgowej (0801)
- złote numery – numery o atrakcyjnym wyglądzie[3]
- możliwość przeniesienia numeru telefonu z Telekomunikacji Polskiej ze wszystkich stref poza zamojską
- zarządzanie grupami użytkowników
- połączenia na numer alarmowy 112
- korzystanie z usługi z dowolnego telefonu poprzez zadzwonienie na jeden z numerów dostępowych
- automatyczną konfigurację niektórych modeli telefonów Nokia
- sklep internetowy z bramkami i telefonami VoIP prekofigurowanymi do usługi

Tlenofon jest kompatybilny z bramkami, telefonami oraz oprogramowaniem obsługującym protokół SIP oraz IAX2. Również Komunikator Tlen.pl oferuje wbudowaną obsługę usługi Tlenofon.